# 昌邑路駅
座標: 北緯31度14分55秒 東経121度32分15秒 / 北緯31.24861度 東経121.53750度
昌邑路駅（しょうゆうろえき）は上海市浦東新区洋涇街道、民生路と浦東大道の交差点に位置する、上海軌道交通14号線・18号線の駅。両路線は駅ホーム中部の接続点で乗り換えることができる。

## 概要
上海軌道交通14号線の浦東大道の下を通る全長7.8 kmの区間が浦東大道地下道と重複しており、当駅を含む14号線の6駅と浦東大道地下道は同時に建設された。また、18号線の黄浦江を越える区間が江浦路隧道と重複しているため、江浦路隧道、浦東大道地下道、地下鉄駅を含む5階建て構造の駅となっている。
昌邑路駅は14号線と18号線の駅として2021年12月30日に開業したが、上海軌道交通の駅としては西蔵南路駅、東方体育中心駅に続いて三番目の、乗換駅としての開業となった。
計画時の仮称は「巨野路」であった。

## 駅構造
島式各1面2線、計2面4線の地下駅で、両路線は垂直に交差する。改札階経由で乗り換えられるほか、ホーム中間から直接両路線を乗り換えることもできる。

### のりば
昌邑路駅は地下5階まであり、地上階に駅出口、地下1階に江浦路隧道自動車道、地下2階に浦東大道地下道自動車道、地下3階に改札口、地下4階に14号線、地下5階に18号線のホームがある。
※全ての路線において案内上ののりば番号は設定されていない。
| 番線                    | 路線   | 行先           | 備考 |
| ----------------------- | ------ | -------------- | ---- |
| 14号線ホーム（地下4階） |        |                |      |
| 西方面                  | 14号線 | 封浜方面       |      |
| 東方面                  | 14号線 | 桂橋路方面     |      |
| 18号線ホーム（地下5階） |        |                |      |
| 北方面                  | 18号線 | 長江南路方面   |      |
| 南方面                  | 18号線 | 御橋・航頭方面 |      |

## 駅出口
- 1号出口 - 浦東大道、民生路、昌邑路
- 2号出口 - 浦東大道、巨野路
- 3号出口 - 浦東大道、民生路
- 4号出口 - 浦東大道、民生路
- 5号出口 - 浦東大道、新興路
- 6号出口 - 浦東大道、万科中心

## 隣の駅
上海地下鉄
 14号線
源深路駅 - 昌邑路駅 - 歇浦路駅
 18号線
丹陽路駅 - 昌邑路駅 - 民生路駅